# Dionne-vijfling

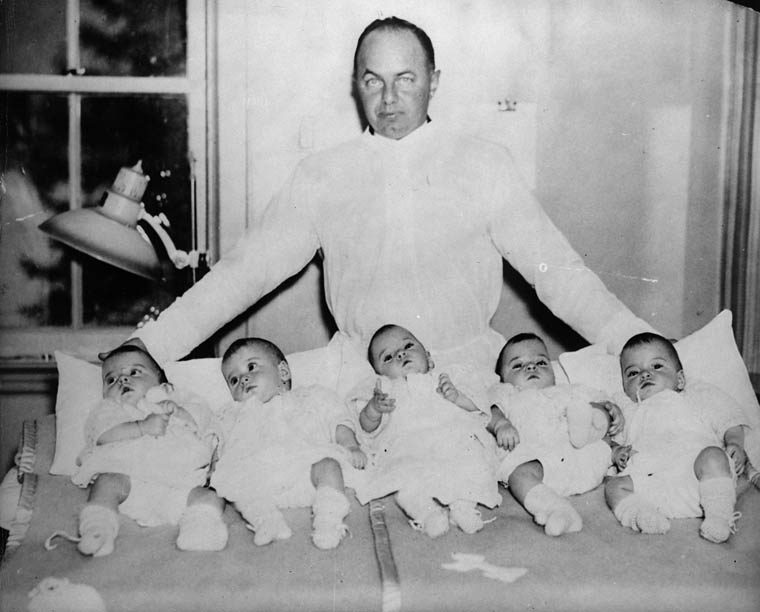
De vijfling met de premier van Ontario, Mitchell Hepburn.

De Dionne-vijfling is de eerste identieke natuurlijke vijfling die hun kindertijd overleefden. Ze werden geboren op 28 mei 1934 in Corbeil, een dorp vlak bij Callander (Ontario), Canada. 
Zij waren de dochters van Oliva Dionne (1903–1979) en Elzire Dionne (1909–1986). Het gezin Dionne had al vijf kinderen, voordat de vijfling werd geboren: Ernest (1926–1995), Rose Marie (1928–1995), Thérèse (1929–2021), Daniel (1932–1995) en Pauline (1933–2018), die maar 11 maanden ouder was dan de vijfling. Een zesde zoon Léo, overleed in 1930 niet lang na de geboorte. Ook ná de vijfling werden nog drie zoons geboren in het gezin: Oliva jr. (1936–2017), Victor (1938–2007) en Claude (1946–2009).
De vijfling bestond uit de meisjes:
- Yvonne Édouilda Marie Dionne, overleden op 23 juni 2001, 67 jaar oud
- Annette Lillianne Marie Dionne (Allard)
- Cécile Marie Émilda Dionne, overleden op 28 juli 2025, 91 jaar oud[1]
- Émilie Marie Jeanne Dionne, overleden op 6 augustus 1954, 20 jaar oud stikte tijdens een epilepsieaanval in het klooster waar zij non was.
- Marie Reine Alma Dionne (Houle), overleden op 27 februari 1970, 35 jaar oud door een herseninfarct te Montreal

Hun geboorte, twee maanden te vroeg, werd snel wereldwijd bekend en het eenvoudige boerengezin werd bestookt met aanbiedingen. Nadat de vader contracten had ondertekend tot tentoonstelling van de vijfling op de Wereldtentoonstelling in Chicago toen zij vier maanden oud waren, greep de staat Ontario in. De baby's werden onder voogdij geplaatst, en vervolgens door de deelstaat zelf te gelde gemaakt. Gedurende hun jeugd verschenen ze in tal van reclamecampagnes, en hun huis werd een toeristische trekpleister.
Moeder Elzire dacht dat zij een tweeling verwachtte. In de tijd stond men er niet bij stil dat een vijfling ook mogelijk was. Uit onderzoek in 1938 bleek dat de vijfling was ontstaan uit één eicel. Zij waren dus in feite een eeneiige vijfling. Émilie en Marie deelden een vruchtzak en Annette en Yvonne deelden ook één vruchtzak. Men geloofde dat Cécile een vruchtzak deelde met een zesde zus die niet tot een embryo uitgroeide. 
De meisjes waren rechtshandig, behalve Émilie, die linkshandig was.
In 1943 werden de ouders Dionne hersteld in de ouderlijke macht, maar de vijfling werd nog maar moeizaam opgenomen in het grote gezin. Later was sprake van incest door de vader. Op 18-jarige leeftijd verliet de vijfling het ouderlijk huis.
In de jaren 90 kwam de regering van Ontario de toen nog drie zusters tegemoet met een schadevergoeding van twee miljoen dollar voor de exploitatie in hun jeugd.